# Tony Atkinson
Sir Anthony Barnes Atkinson (4 september 1944 – 1 januari 2017) was een Britse econoom. Hij was een leerling van James Meade en werd vooral bekend door zijn onderzoek naar ongelijkheid.

## Leven
Atkinson wilde aanvankelijk wiskunde studeren maar na in contact te zijn gekomen met armoede als verpleger tijdens vrijwilligerswerk in het armenkwartier van Hamburg, besliste hij economie te gaan studeren aan de universiteit van Cambridge, waar hij in 1966 doctor werd in de economische wetenschappen. Van 1967 tot 1971 was hij fellow aan het St John's College in Cambridge. In 1973 was hij gastprofessor aan het MIT. Van 1976 tot 1979 was hij hoogleraar politieke economie aan het University College London en decaan van de faculteit. Van 1980 tot 1992 was hij hoogleraar economie en statistiek aan de London School of Economics waarvan hij Honorary Fellow was. Daarna was hij tot 1994 hoogleraar politieke economie in Cambridge en fellow aan het Churchill College. Van 1994 tot 2005 was hij rector van Nuffield College aan de Universiteit van Oxford. Hij was daar ook Senior Research Fellow.
Atkinson adviseerde in verschillende commissies van zowel de Britse als de Franse regering als van de Europese Unie. Hij was voorzitter van de Econometric Society, de European Economic Association (EEA) (1989), de Royal Economic Society (RES) en de International Economic Association (1989 tot 1992). Van 1988 tot 1990 was hij ondervoorzitter van de British Academy, van 1995 tot 1998 was hij voorzitter van de Royal Economic Society en vanaf 1985 was hij erelid van de American Economic Association (AEA). In 1988 was hij stichtend lid van de Academia Europaea. Hij ontving 18 eredoctoraten (oa. van de universiteiten van Frankfurt, Edinburgh, Lausanne en de École normale supérieure). In 1994 werd hij tot de American Academy of Arts and Sciences verkozen. In 2000 werd hij in het Verenigd Koninkrijk tot de adel verheven en in 2001 tot ridder in het Franse Legioen van Eer benoemd. In 2007 ontving Atkinson als eerste de A.SK Social Science Award van het Wissenschaftszentrum Berlin für Sozialforschung. Hij ontving de Dan David Prijs in 2016.
Atkinson was getrouwd met Judith Mandeville, die hij leerde kennen in Cambridge. Het echtpaar had drie kinderen. Atkinson is overleden op 1 januari 2017 in Oxford aan bloedkanker. Hij werd 72 jaar oud.

## Werk
Atkinson was voornamelijk geïnteresseerd in en bestudeerde inkomensverdeling. Er is een ongelijkheidscoëfficiënt naar hem genoemd : de Atkinson-index. In een gezamenlijk artikel met Joseph Stiglitz, legde hij een van de hoekstenen voor de Optimal tax theory. Atkinson onderzocht hoe de rijken het overheidsbeleid onevenredig beïnvloeden en regeringen ertoe aanzetten een beleid te voeren dat rijkdom beschermt. Hij stelde een reeks beleidsmaatregelen op het gebied van technologie, werkgelegenheid, sociale zekerheid, kapitaalsverdeling en belastingen voor die de ongelijkheid in ontwikkelde landen kunnen doen omslaan.
In zijn laatste boek, Inequality, what can be done ? stelde Atkinson 15 overheidsmaatregelen voor om de omvang van ongelijkheid te verminderen :

- 1. Technologische vernieuwingen in goede banen leiden opdat er meer werknemers beter van worden.
- 2. Overheden moeten een beter evenwicht tussen alle belanghebbenden beogen door (a) een herverdelend aspect in het concurrentiebeleid in te voeren; (b) een wetgevend raamwerk te bieden aan vakbonden om werknemers te vertegenwoordigen; (c) waar deze nog niet bestaat een sociaal-economische raad in te voeren waar alle sociale partners en niet-gouvernementele organisaties op gelijke voet staan.
- 3. De overheid dient zich ondubbelzinnige doelen te stellen om werkloosheid tegen te gaan en te verminderen en dat te ondersteunen door gegarandeerde tewerkstelling aan de overheid aan een minimumloon voor diegenen die dat wensen.
- 4. Er dient een nationaal loonbeleid te zijn dat bestaat uit twee elementen : een minimumloon boven het bestaansminimum en een gedragscode, overeengekomen door de sociaaleconomische raad, voor het bepalen van regels voor lonen boven het minimumloon.
- 5. De overheid zou door middel van staatsobligaties een gegarandeerde positieve interest voor spaargeld moeten aanbieden (met een maximumbedrag per persoon)
- 6. Elke persoon moet een kapitaalsschenking (minimale erfenis) ontvangen.
- 7. Er moet een publieke investeringsinstantie worden opgericht die een soeverein vermogensfonds beheert met het doel de rijkdom van de staat te vergoten door investeringen in bedrijven en eigendommen.
- 8. De belastingbasis moet worden verbreed en de progressiviteit moet worden opgetrokken tot 65% voor de hoogste schijf.
- 9. Er dient een belastingvrije schijf in de personenbelasting op het inkomen uit arbeid te komen in de laagste inkomenscategorieën.
- 10. Inkomsten uit nalatenschappen en schenkingen tussen levenden moeten worden belast door middel van een progressieve belasting op kapitaalinkomsten.
- 11. Er moet een proportionele of progressieve belasting op onroerend goed worden ingevoerd op basis van actuele vermogensschattingen.
- 12. Een aanzienlijke kinderbijslag zou voor alle kinderen moeten worden betaald en belast worden als inkomen.
- 13. Er moet op nationaal niveau een participatie-inkomen worden ingevoerd, als aanvulling op de bestaande sociale bescherming, met het oog op een basisinkomen voor kinderen in de hele EU.
- 14. De sociale zekerheid moet worden hernieuwd, het niveau van de uitkeringen moet worden verhoogd en de dekking ervan moet worden uitgebreid.
- 15. Rijke landen moeten hun budget voor ontwikkelingssamenwerking optrekken naar 1% van het BNP.

Voor zijn dood werkte Atkinson aan een boek over wereldwijde armoede. Atkinson overleed voor hij het boek kon afwerken. Op zijn vraag werd het voor publicatie bewerkt door zijn collega's John Micklewright en Andrea Brandolini. Het werd uitgebracht in mei 2019.

## Invloed
Atkinson was mentor van Thomas Piketty, auteur van Kapitaal in de 21ste eeuw. Zij werkten samen aan de bouw van een historische databank over topinkomens. Piketty beschreef hem als "de peetvader van de geschiedkundige studies over inkomen en rijkdom".